# Chendhare
Chendhare es una ciudad censal situada en el distrito de Raigad en el estado de Maharashtra (India). Su población es de 11039 habitantes (2011). Se encuentra  a 39 km de Bombay y a 117 km de Pune.

## Demografía
Según el censo de 2011 la población de Chendhare era de 11039 habitantes, de los cuales 5590 eran hombres y 5449 eran mujeres. Chendhare tiene una tasa media de alfabetización del 95,39%, superior a la media estatal del 82,34%: la alfabetización masculina es del 96,70%, y la alfabetización femenina del 94,06%.